# 無矛盾律
無矛盾律（むむじゅんりつ、英: Law of noncontradiction）は、論理学の法則であり、アリストテレスによれば「ある事物について同じ観点でかつ同時に、それを肯定しつつ否定することはできない」こと。矛盾律（むじゅんりつ、英: Law of contradiction）とも。命題論理で表すと、次のようになる。
{\displaystyle \neg (P\wedge \neg P)\!}
同一律、排中律と共に、アリストテレスの3つの思考の法則の1つとされている。

## 解釈
アラン・ブルームによれば、「哲学の前提であり理性的会話の基盤でもある矛盾律を明記した最初の例」はプラトンの『国家』（Politeia）である。その中に登場するソクラテスの台詞に「同じ物が、同じ部分について、そして同じ物との関連で、正反対のことを同時に行うことはないだろうということは明らかである」とある。（436B）
アリストテレスとトマス・アクィナスによれば、これは基本的な思考原理であり、あまりにも基本的であるため、無矛盾律に反対する人がいたとしてもその人物も無矛盾律を無意識に使っていることを指摘することで納得させることができる。アリストテレスは、あらゆる命題は真でありかつ偽であると主張するような人の場合も考えた。そして、そんな人にとっては、どんな道もメガラに到達することは真であるはずなのに、なぜアテネからメガラに行くときに特定の道を選ぶのかを尋ねる、とした。

## 証明・反証不能性への疑義
無矛盾律は、証明や反証に無矛盾律自身を使う必要があり、論点先取となってしまうため、証明も反証もできないとされている 。しかし、20世紀初頭から何人もの論理学者が無矛盾律を弱めたり否定したりする論理体系を提案してきた。これらの論理体系を総称して矛盾許容論理と呼ぶ。グラハム・プリーストは、この考え方を推し進め、真矛盾主義 に到達した。

## 引用
- 「無矛盾律を否定する者は、打たれることが打たれないことと同じでないと認めるまで打たれ、焼かれることが焼かれないことと同じではないと認めるまで焼かれるべきだ」（イブン・スィーナー、中世の哲学者）[2]
- 「同じ物が同じオブジェクトに同じ観点で属すと同時に属さない、ということは不可能である」（アリストテレス、『形而上学』）